# Агентство федеральной безопасности РСФСР
Аге́нтство федера́льной безопа́сности РСФСР — центральный орган государственной власти РСФСР, в ведении которого находились вопросы обеспечения государственной безопасности в период с ноября 1991 по январь 1992 года. Правопреемник Комитета государственной безопасности РСФСР. Сокращённое наименование — АФБ РСФСР.

## История
5 мая 1991 года Президиум Верховного Совета РСФСР принял постановление о преобразовании Государственного комитета РСФСР по обороне и безопасности в Государственный комитет РСФСР по обороне и Комитет государственной безопасности РСФСР (ранее существовал в 1955—1965 годах).
26 ноября 1991 года Президент РСФСР Борис Ельцин издал указ № 233 «О преобразовании Комитета государственной безопасности РСФСР в Агентство федеральной безопасности РСФСР». Согласно ему:
- комитеты государственной безопасности республик в составе РСФСР переименованы в агентства федеральной безопасности республик, а управления (УКГБ) по краям и областям — в управления Агентства федеральной безопасности РСФСР по краям и областям;
- утверждены: временное положение об агентстве, порядок назначения (освобождения) руководящих работников агентства и подчинённых ему органов, перечень должностей в центральном аппарате и подчинённых управлениях, замещаемых генералами;
- утверждена структура агентства, которая во многом повторяла структуру КГБ СССР перед его ликвидацией;
- утверждён состав коллегии агентства. Коллегия формировалась по должностному (а не персональному) принципу, в её состав входили: генеральный директор агентства (председатель коллегии), заместители генерального директора, начальники четырёх главных управлений и двух управлений[2].

В тот же день Указом Президента РСФСР № 234 назначен руководящий состав АФБ: генеральный директор В. В. Иваненко, его первый заместитель В. А. Поделякин и 6 заместителей генерального директора.
Менее чем через месяц, 19 декабря 1991 года, был издан Указ Президента РСФСР № 289 «Об образовании Министерства безопасности и внутренних дел РСФСР», которым упразднялись Министерство внутренних дел РСФСР и Агентство федеральной безопасности РСФСР, однако вскоре этот указ был оспорен Верховным советом в Конституционном суде и 14 января 1992 года признан несоответствующим Конституции РСФСР и в связи с этим объявлен утратившим силу. Соответственно было восстановлено АФБ России. В период существования министерства безопасности и внутренних дел его руководящий аппарат так и не был сформирован, поэтому сотрудники АФБ России продолжали исполнять свои обязанности.
15 января 1992 года генеральный директор АФБ России Иваненко был освобождён от должности, а на его место назначен несостоявшийся министр безопасности и внутренних дел РСФСР В. П. Баранников.
Через 9 дней, 24 января 1992 года, Указом Президента РФ № 42 «Об образовании Министерства безопасности Российской Федерации» АФБ России было упразднено, а два заместителя генерального директора — Е. В. Савостьянов и С. В. Степашин — сразу же были назначены заместителями министра безопасности Российской Федерации. Согласно данному указу, процесс создания МБР на базе упраздненного АФБ России должен был завершиться к 1 июля 1992 года.

## Руководство АФБ

### Генеральные директора Агентства федеральной безопасности РСФСР — министры РСФСР
- Иваненко Виктор Валентинович (26 ноября 1991 — 15 января 1992)
- Баранников Виктор Павлович (15 — 24 января 1992)

### Первый заместитель генерального директора Агентства федеральной безопасности РСФСР
- Поделякин, Владимир Андреевич (26 ноября 1991 — 24 января 1992)

### Заместители генерального директора Агентства федеральной безопасности РСФСР
- Орлов, Станислав Александрович (26 ноября 1991 — 24 января 1992)
- Пятаков, Станислав Павлович (26 ноября 1991 — 24 января 1992)
- Савостьянов, Евгений Вадимович (26 ноября 1991 — 24 января 1992) — начальник управления АФБ РСФСР по г. Москве и Московской области
- Степашин, Сергей Вадимович (26 ноября 1991 — 24 января 1992) — начальник управления АФБ РСФСР по г. Санкт-Петербургу и Ленинградской области
- Фисенко, Владимир Никитич (26 ноября 1991 — 24 января 1992)
- Ямпольский, Валерий Борисович (26 ноября 1991 — 24 января 1992) — начальник Главного управления по работе с личным составом

## Структура АФБ
- Главное управление разведки
- Главное управление контрразведки
- Главное информационно-аналитическое управление
- Главное управление по работе с личным составом
- Управление военной контрразведки
- Управление по борьбе с терроризмом
- Управление наружной разведки
- Инспекторское управление
- Оперативно-техническое управление
- Управление связи
- Следственное управление
- Секретариат (на правах управления)
- Военно-медицинское управление
- Военно-строительное управление
- Служба по взаимодействию и координации деятельности с органами безопасности Союза, входящих в него республик и других государств (на правах управления)
- Служба правового обеспечения (на правах управления)
- Хозяйственное управление
- Экономическая служба (на правах управления)
- Центр общественных связей (на правах управления)
- Отдел собственной безопасности
- Отдел оперативных фондов
- Следственный изолятор (на правах отдела)